# マウリエ・ファーサヴァル
マウリエ・ファーサヴァル（Maurie Fa'asavalu、1980年1月12日 - ）は、サモアのラグビーユニオン選手、ラグビーリーグ選手。

## プロフィール
- サモア・モートゥトゥア出身[1]。
- ポジションはフランカー(FL)。なおラグビーリーグでのポジションはプロップ(PR)。
- 身長 191cm、体重 112kg
- ラグビーリーグ・ワールドカップ2008のラグビーリーグイングランド代表に選ばれた[2]。
- サモア代表キャップは28（2025年4月現在）でラグビーワールドカップ2003・ラグビーワールドカップ2011・ラグビーワールドカップ2015のサモア代表に選ばれた[3]。

## 略歴
セント・ヘレンズRFC、ハーレクインズ、オヨナを経て、2021年、ウェストパークRFCに加入。